# Лук одноцветковый
Лук одноцветковый (лат. Allium monanthum) — многолетнее травянистое растение, вид рода Лук (Allium) семейства Луковые (Alliaceae).

## Распространение и экология
В природе ареал вида охватывает Дальний Восток России, Китай и Японию.
Произрастает по травянистым горным склонам и в лесах.

## Ботаническое описание
Луковица шаровидная, диаметром около 0,5—1 см; наружные оболочки серовато-буроватые, почти бумагообразные. Стебель высотой 5—15 см, в полтора—два раза короче листьев, тонкий, слабый, при основании окруженный вместе с листьями плёнчатым влагалищем.
Листья в числе одного—двух, шириной 4—8 мм, к основанию и к верхушке постепенно суженные, островатые.
Чехол тонко-перепончатый, иногда покрашенный, заостренный, немного короче зонтика. Зонтик 1—3-цветковый. Цветоножки короче или равны околоцветнику, слегка утолщены и расширены под цветком. Листочки ширококолокольчатого  околоцветника розовые, длиной 4—5 мм, продолговатые, туповатые. Нити тычинок на четверть короче листочков околоцветника, на треть между собой и с околоцветником сросшиеся, треугольно-шиловидные. Столбик не выдается из околоцветника; рыльце трёхлопастное; семяпочек шесть.

## Таксономия
Вид Лук одноцветковый входит в род Лук (Allium) семейства Луковые (Alliaceae) порядка Спаржецветные (Asparagales).
|  |                                      |  |                                                             |                                                             |                   |  | ещё 24 семейства (согласно Системе APG II) | ещё 24 семейства (согласно Системе APG II) |                       |  |  |  | ещё более 870 видов |
|  |                                      |  |                                                             |                                                             |                   |  | ещё 24 семейства (согласно Системе APG II) | ещё 24 семейства (согласно Системе APG II) |                       |  |  |  | ещё более 870 видов |
|  |                                      |  |                                                             | порядок Спаржецветные                                       |                   |  |                                            |                                            | род Лук               |  |  |  |                     |
|  |                                      |  |                                                             | порядок Спаржецветные                                       |                   |  |                                            |                                            | род Лук               |  |  |  |                     |
|  | отдел Цветковые, или Покрытосеменные |  |                                                             |                                                             | семейство Луковые |  |                                            |                                            | вид Лук одноцветковый |  |  |  |                     |
|  | отдел Цветковые, или Покрытосеменные |  |                                                             |                                                             | семейство Луковые |  |                                            |                                            |                       |  |  |  |                     |
|  |                                      |  | ещё 44 порядка цветковых растений (согласно Системе APG II) | ещё 44 порядка цветковых растений (согласно Системе APG II) |                   |  |                                            | ещё около 300 родов                        | ещё около 300 родов   |  |  |  |                     |
|  |                                      |  |                                                             | ещё 44 порядка цветковых растений (согласно Системе APG II) |                   |  |                                            |                                            | ещё около 300 родов   |  |  |  |                     |